# Knotfest
Das Knotfest ist ein seit 2012 jährlich in mehreren Städten stattfindendes Musikfestival, das von der US-amerikanischen Metal-Band Slipknot ins Leben gerufen wurde.

## Geschichte
Im Juni 2012 wurde von den Musikern der Band Slipknot das Knotfest angekündigt, in dessen Rahmen das erste Slipknot-Museum eröffnet wurde. Das erste Knotfest wurde am 17. August 2012 in Council Bluffs, Iowa auf dem Mid-America Motorplex und einen Tag später im Somerset Amphitheater in Somerset, Wisconsin ausgetragen. Auf dem ersten Festival traten Bands wie Lamb of God, Deftones und Cannibal Corpse auf.
Im Jahr 2013 wurde kein Knotfest ausgetragen. Anfang 2014 wurde angekündigt, dass das Knotfest am 15. und 16. November 2014 erstmals außerhalb der Vereinigten Staaten, in der japanischen Stadt Chiba auf dem Gelände der Makuhari Messe ausgetragen würde. Die US-amerikanische Version des Musikfestivals fand zwischen dem 24. und 26. Oktober 2014 im San Manuel Amphitheater in San Bernardino in Kalifornien statt. Auf der zweiten Austragung des Musikfestivals spielten neben dem Headliner Slipknot auch noch Korn, Bring Me the Horizon, Papa Roach, Five Finger Death Punch, In Flames und Trivium. Das Festival wurde von mehr als 50.000 Menschen besucht.
Am 24. und 25. Oktober 2015 findet die bereits dritte Edition des Knotfests erneut in San Bernardino statt. Es wurden Auftritte von Gwar, Corrosion of Conformity und Beartooth angekündigt. Am 5. Dezember 2015 besucht das Festival erstmals Mexiko. Das Musikfestival wird auf dem Foro Pegaso in Toluca stattfinden. In einem Interview erklärte Corey Taylor, dass er plane, mehrere Festivals in den Staaten, Kanada und Mexiko stattfinden zu lassen.

## Festivalbesetzung

### 2012
| Freitag, 17. August                  | Freitag, 17. August                        | Samstag, 18. August                                      | Samstag, 18. August                                   |
| Hauptbühne                           | Nebenbühne                                 | Hauptbühne                                               | Nebenbühne                                            |
| Slipknot Deftones Serj Tankian Prong | Lamb of God Machine Head The Urge Dirtfedd | Slipknot Deftones Serj Tankian The Dillinger Escape Plan | Lamb of God Machine Head Cannibal Corpse Prong Gojira |

### 2014
Vereinigte Staaten
| Freitag, 24. Oktober                                                           |                  |
| VIP + Camping Kickoff Party                                                    | Campground Bühne |
| Suicide Silence The Black Dahlia Murder Butcher Babies Chelsea Grin Alterbeast | The Athiarchists |

| Samstag, 25. Oktober                                  |                                                                   |                                                                            |                                    |                                         |                  |
| Rockstar Energy Drink Hauptbühne                      | Bühne 002                                                         | Bühne 003                                                                  | Headbang for the Highway Bühne 004 | Extreme Bühne 005                       | Campground Bühne |
| Slipknot Danzig Anthrax Black Label Society Hatebreed | Testament Carcass Maximum the Hormone King 810 Man with a Mission | In This Moment The Devil Wears Prada Butcher Babies Miss May I One Ok Rock | The Faceless                       | Fear Factory Otep Prong Amen Immolation | The Athiarchists |

| Sonntag, 26. Oktober                                               |                                                     |                                                               |                                                 |                                                  |                  |
| Rockstar Energy Drink Hauptbühne                                   | Bühne 002                                           | Bühne 003                                                     | Headbang for the Highway Bühne 004              | Extreme Bühne 005                                | Campground Bühne |
| Slipknot Five Finger Death Punch Volbeat Tech N9ne Atreyu Hellyeah | Of Mice & Men Devildriver Veil of Maya Nothing More | Killswitch Engage Whitechapel Upon a Burning Body Anti-Mortem | Dead for Denver Kings of Carnage Still Not Dead | Napalm Death Avatar Attika 7 Exmortus Rattlehead | The Athiarchists |

Japan
| Samstag, 15. November                                       | Samstag, 15. November                                                           | Sonntag, 16. November                                                                                    | Sonntag, 16. November                                             |
| Bühne A                                                     | Bühne B                                                                         | Bühne A                                                                                                  | Bühne B                                                           |
| Slipknot One Ok Rock SiM Crossfaith MEANING Coldrain HenLee | Limp Bizkit Papa Roach Lamb of God Bring Me the Horizon Miss May I Crystal Lake | Slipknot Man with a Mission Wagdug Futuristic Unity Five Finger Death Punch Knock Out Monkey Make My Day | Korn Trivium In Flames Amon Amarth AA= Silhouette from the Skylit |

### 2015
Vereinigte Staaten
| Freitag, 23. Oktober                                        |
| VIP + Camping Kickoff Party                                 |
| Sepultura The Faceless Rings of Saturn Khaotika Motorbreath |

| Samstag, 24. Oktober                                       |                                              |                                         |                                              |                                    |
| Rockstar Energy Drink Hauptbühne                           | Bühne 002                                    | Bühne 003                               | Extreme Bühne 004                            | Headbang for the Highway Bühne 005 |
| Judas Priest Korn Mastodon Trivium Corrosion of Conformity | At the Gates Body Count Red Fang Battlecross | Gwar Born of Osiris The Sword Goatwhore | Kataklysm Belphegor Inquisition Abysmal Dawn | Fire from the Gods                 |

| Sonntag, 25. Oktober                                            |                                                     |                                            |                                                                 |                                    |
| Rockstar Energy Drink Main Stage                                | Stage 002                                           | Stage 003                                  | Extreme Stage 004                                               | Headbang for the Highway Bühne 005 |
| Slipknot Bring Me the Horizon Clutch Ghostface Killah Mobb Deep | Suicidal Tendencies All That Remains Kyng Beartooth | Cannibal Corpse Helmet Snot Devour the Day | Earth Crisis Dying Fetus Disgorge Internal Bleeding Green Death | I, of Helix                        |

Mexiko
| Samstag, 5. Dezember                                                                       | |
| Main Stage                                                                                 | Tecate Stage |
| Slipknot Megadeth Lamb of God HIM A Day to Remember Trivium Atreyu Asking Alexandria Tanus | Cradle of Filth Ill Niño The Dillinger Escape Plan Brujeria Resorte 36 Crazyfists Here Comes the Kraken Everyone Likes Cathleen |

### 2016
Vereinigte Staaten: Ozzfest Meets Knotfest
| Freitag, 23. September                                |
| Armored Saint Metal Church Exmortus Thrown into Exile |

| Samstag, 24. September                                                |                                          |                                |                                                           |
| Lemmy Stage                                                           | Monster Energy Drink Stage 001           | Monster Energy Drink Stage 002 | Nuclear Blast Stage                                       |
| Black Sabbath Disturbed Megadeth Opeth Black Label Society Rival Sons | Suicidal Tendencies DevilDriver Huntress | Hatebreed Goatwhore Allegaeon  | Municipal Waste Brujeria Kataklysm The Shrine Still Rebel |

| Sonntag, 25. September                                          |                                        |                                    |                                                                    |
| Lemmy Stage                                                     | Rockstar Energy Drink Stage 001        | Rockstar Energy Drink Stage 002    | Nuclear Blast Stage                                                |
| Slipknot Slayer Amon Amarth Anthrax Trivium Motionless in White | Sabaton Suicide Silence Butcher Babies | Overkill Emmure Man with a Mission | Whitechapel Combichrist Carnifex Loathe SiM ONI Westfield Massacre |

Mexiko
| Samstag, 15. Oktober                                                          | |
| Main Stage                                                                    | Iowa Stage                                                                                                |
| Avenged Sevenfold Slayer Marilyn Manson Disturbed Chevelle Alesana Attila S7N | Meshuggah Killswitch Engage Sevendust Hatebreed DevilDriver The Black Dahlia Murder Volumes Arcadia Libre |

| Sonntag, 16. Oktober                                                                          |                                                                                                   |
| Main Stage                                                                                    | Iowa Stage                                                                                        |
| Slipknot Deftones The Offspring Ministry Enter Shikari Emmure Thell Barrio Fire from the Gods | Opeth Arch Enemy Iced Earth Carcass Animals as Leaders Agora Nothing More Sabrina Sabrok Joliette |

Japan
| Samstag, 5. November | Sonntag, 6. November |
| Slipknot Deftones Disturbed A Day to Remember Hoobastank Issues SiM Rize Rottengraffty Oldcodex Coldrain Crystal Lake A Crowd of Rebellion Survive Said the Prophet Jealkb The Sixth Lie | Slipknot Marilyn Manson Lamb of God In Flames Anthrax Butcher Babies Man with a Mission the GazettE Crossfaith MUCC Her Name in Blood Crazy N' Sane THE冠 魔法少女になり隊 彼女 in the Display Salty Dog |

### 2017
Vereinigte Staaten: Ozzfest Meets Knotfest
| Freitag, 3. November                         |
| Monster Magnet Brant Bjork Sasquatch Lo-Pain |

| Samstag, 4. November                                                    |                                           |                                                |                                                                 |
| Lemmy Stage                                                             | Monster Energy Drink Stage 001            | Monster Energy Drink Stage 002                 | Nuclear Blast Stage                                             |
| Ozzy Osbourne Prophets of Rage Deftones Children of Bodom Orange Goblin | Kreator Baroness High on Fire Iron Reagan | 1349 Havok Tombs Night Demon Thrown into Exile | Municipal Waste Possessed Kataklysm Suffocation Rings of Saturn |

| Sonntag, 5. November                                          |                                                                           |                                                       |                                               |
| Lemmy Stage                                                   | Rockstar Energy Drink Stage 001                                           | Rockstar Energy Drink Stage 002                       | Nuclear Blast Stage                           |
| Rob Zombie Marilyn Manson Stone Sour Eighteen Visions Prayers | Testament The Black Dahlia Murder Code Orange Stitched Up Heart Goatwhore | Life of Agony Upon a Burning Body Death Angel Oni Ded | Sid Wilson Repulsion Exhumed Warbringer Ghoul |

Mexiko
| Samstag, 28. Oktober |                                                                                               |                                                  |
| Tecate Stage | Day of the Gusano Stage                                                                       | The Maggots Stage                                |
| A Perfect Circle Korn Stone Sour Bullet for My Valentine Cannibal Corpse Ill Niño Maximum the Hormone Deadly Apples Cerberus | Anthrax Children of Bodom Hatebreed Suicide Silence S7N Here Comes the Kraken Lack of Remorse | Anti-Flag Periphery Tech N9ne Attila ONI Parazit |

### 2018
Kolumbien
| Freitag, 26. Oktober |
| Judas Priest Helloween Kreator Arch Enemy Masacre Iron Reagan Revocation Goatwhore Kilcrops Under Threat Cuentos de los Hermanos Grind Pitbull |